# 814 Таврида
814 Таври́да (814 Tauris) — астероїд головного поясу, відкритий 2 січня 1916 року.
Тіссеранів параметр щодо Юпітера — 3,025.